# روبي باين سكوت
روبي باين سكوت (بالإنجليزية: Ruby Payne-Scott)‏ (و. 1912 – 1981 م) هي فيزيائية، وعالمة فلك من أستراليا .
توفيت عن عمر يناهز 69 عاماً.

## التعليم
تعلمت في جامعة سيدني، وSydney Girls High School ‏

## مناصب وهيئات
أدارت هيئة البحوث الأسترالية.